# جان بریسون
جان بریسون (انگلیسی: John Bryson؛ زادهٔ ۲۴ ژوئیهٔ ۱۹۴۳) یک سیاست‌مدار اهل ایالات متحده آمریکا است.